# 贤良港天后祖祠

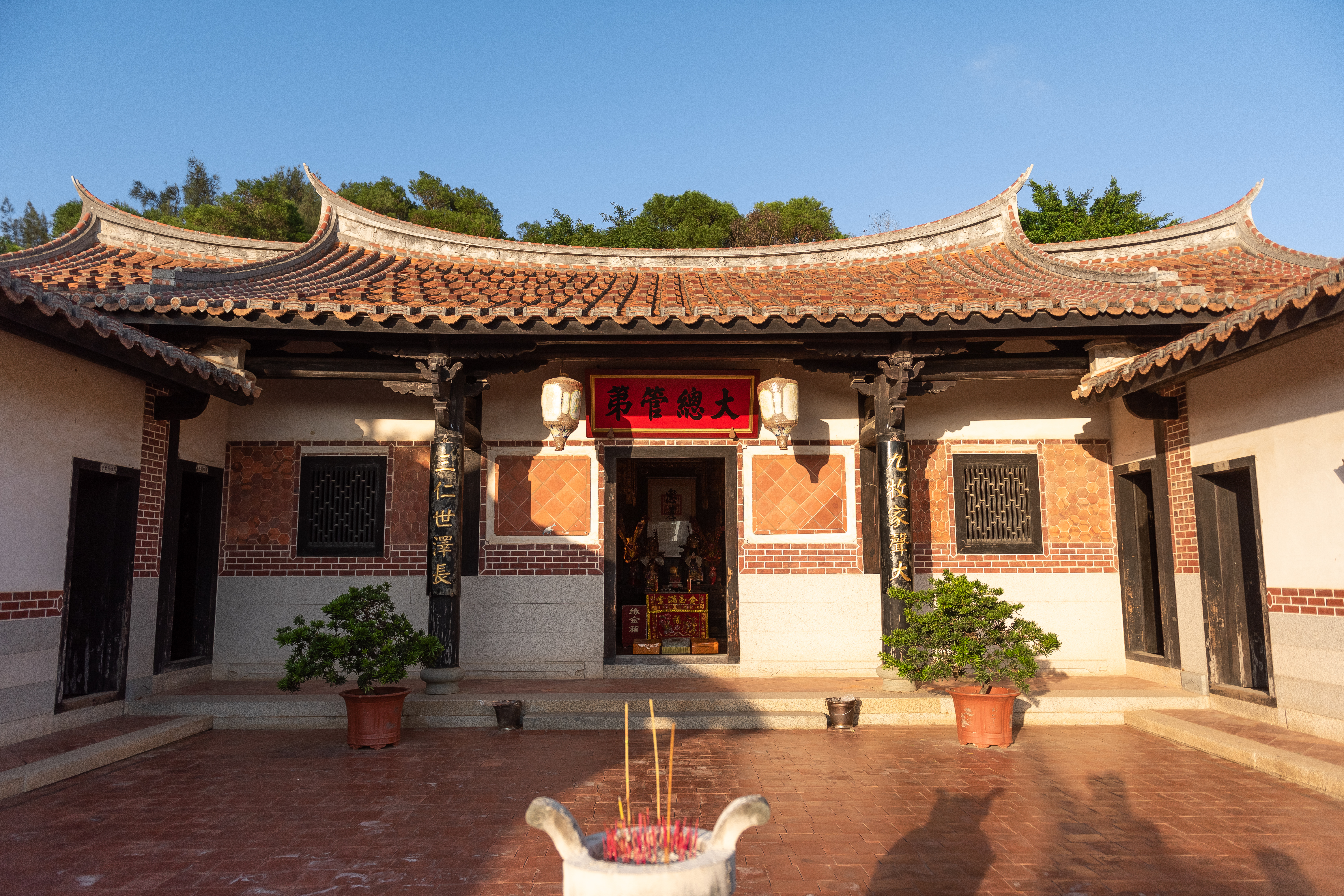
2002年重建的妈祖故居大总管第

贤良港天后祖祠（敕封天后祠），位于中国大陸福建省莆田市湄洲湾北岸经济开发区山亭镇港里村，為媽祖出生地故居，为第三批福建省文物保护单位。

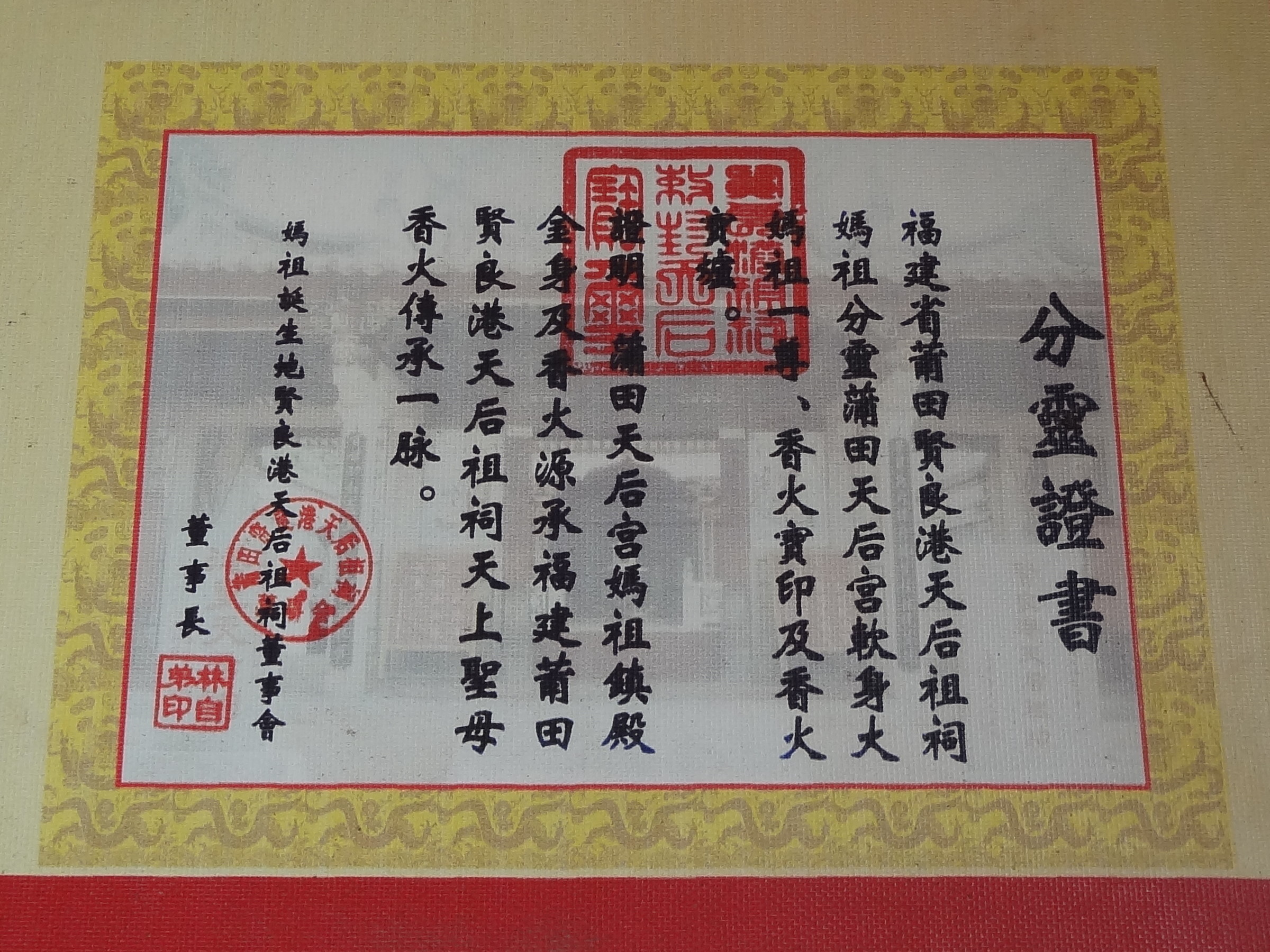
賢良港天后祖祠分靈證書

前往湄洲島朝聖的途中一定會路過賢良港天后祖祠，賢良港天后祖祠裡頭還保留乾隆帝所敕封的“敕封天后志”以彰顯其官方正統地位，祠內供奉著宋雕媽祖軟身神像金身與聖父母（媽祖的雙親）；媽祖回娘家謁祖進香時，信徒必先恭請媽祖鑾駕在賢良港天后祖祠舉行謁祖儀式後，才從賢良港碼頭渡海到湄洲祖廟去「刈火」，這是學習媽祖躬行孝道的傳統美德。